# 依遅ヶ尾山
依遅ヶ尾山（いちがおさん、いちがおやま）は、京都府京丹後市丹後町にある山。丹後半島の北端にあり、標高540mの独立峰で、かつては活火山であった。関西百名山に選ばれている丹後半島唯一の山であり、金剛童子山系の北端に位置する。

## 名称
名称の由来は不明である。中腹に倒れている鳥居には「市箇尾大権現」の文字が刻まれており、市箇尾が依遅ヶ尾に転じたと推測されている。

## 地理

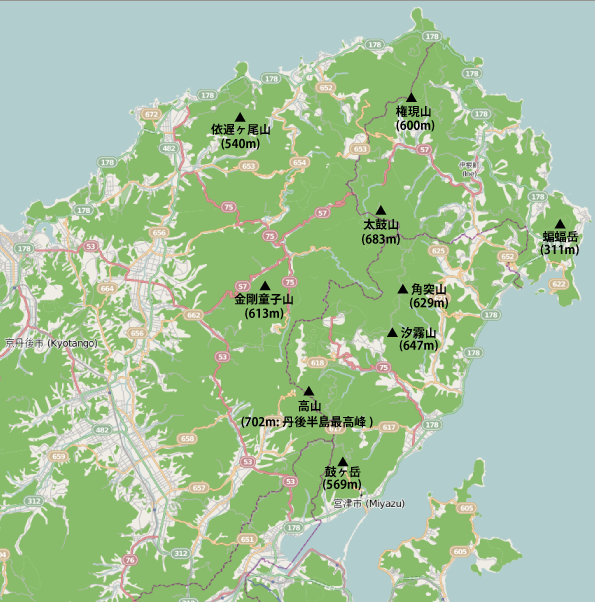
丹後半島の北西端にある依遅ヶ尾山

白山から中国山地に向かって伸びる白山火山帯に含まれ、片流れの外輪山型をした特異な山容を持つ。依遅ヶ尾山の東側に降った雨は宇川を流れて平海水浴場付近で日本海に注ぎ、西側に降った雨は竹野川を流れて立岩付近で日本海に注ぐ。
展望が開けた山頂からは竹野郡や日本海を一望でき、中郡・熊野郡・与謝郡および但馬の山々も見渡すことができる。東には碇峠を挟んで権現山などが、南東には太鼓山風力発電所がある太鼓山などが、南には金剛童子山などがある。
第三紀中新世の石英安山岩の溶岩類からなり、山頂部は広く平坦な台地状で尾根型の山系をなしている。その平坦地の周囲を急斜面が囲んでおり、谷はあまり発達していない。特に北側は急傾斜の斜面となっており、下部には大規模な地滑り地形が発達している。
乗原集落（のんばら）は地滑りに伴う地形上にあり、山麓の滑落崖直下には湿地が形成されている。かつては依遅ヶ尾山にも木地師が住んでいたとされ、また十年や二十年に1回は山火事があったという。

## 自然

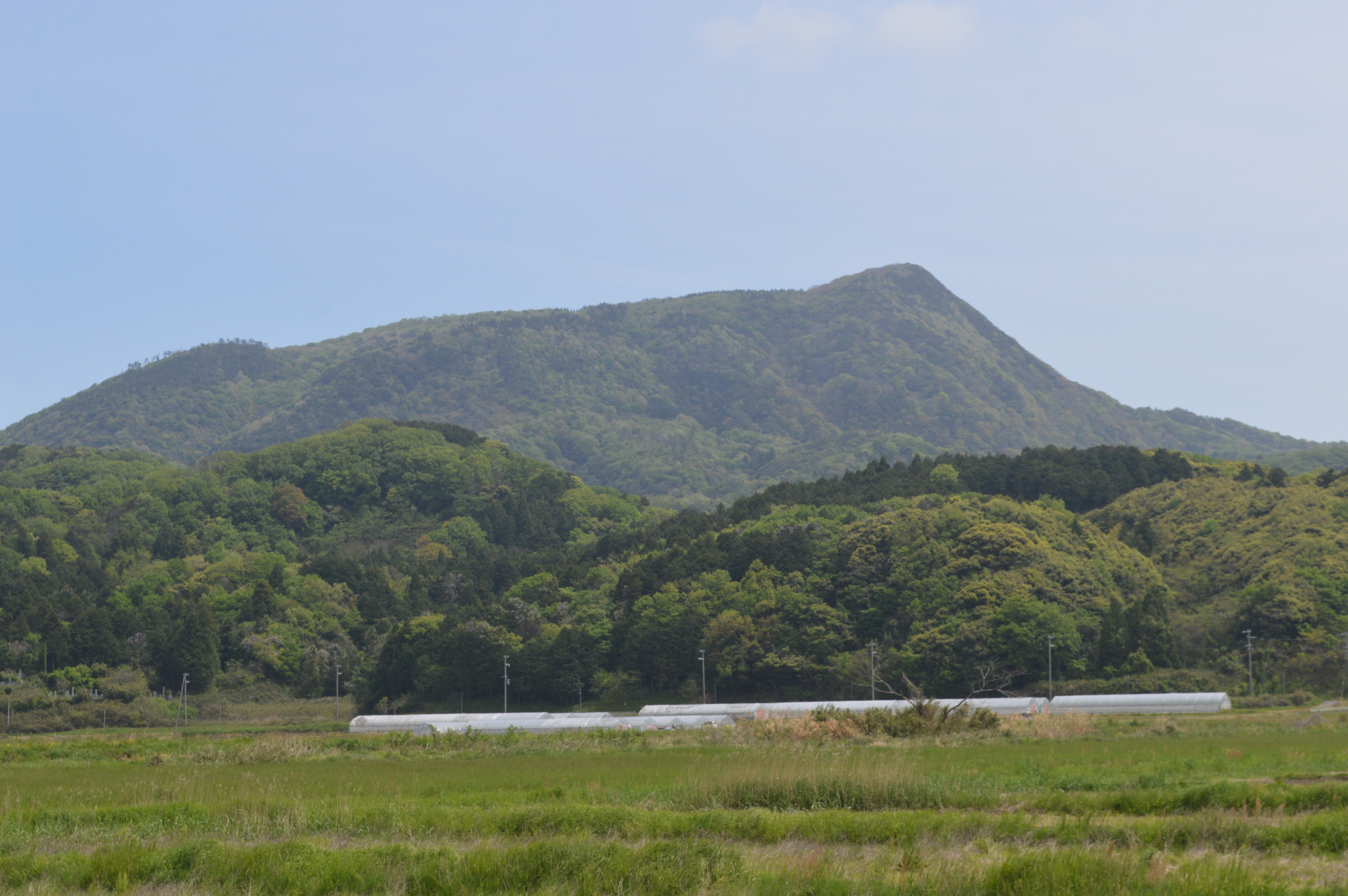
丹後町成願寺から見た航空母艦のような形状の依遅ヶ尾山

山の中腹以上は木々に乏しいが、山麓にはマツ、ケヤキ、カシ、シイなどの混交林に覆われている。北麓の日本海沿岸部は丹後松島の景勝地であり、真北に犬ヶ岬が日本海に突き出ている。山頂部からは北東の経ヶ岬や丹後松島などの海岸部を眺望でき、春や秋の行楽シーズンには地元の学校や団体旅行者などで賑わう。
山域は丹後天橋立大江山国定公園の一部となっており、第1種特別地域に指定されて保護規制が行なわれている。日本海沿岸部は「丹後半島海岸地区」として指定されているが、山域は丹後半島中央部の高原とともに「世屋高原地区」として指定されている。

## 文化
山頂には役小角を祀っている石室と不動尊を祀っている木造の祠があり、古くから信仰の対象となっている山である。山上に依遅神社が祀られていたが、現在は山麓に移転している。山頂には役行者の祠があり、南麓の矢畑の集落では秋祭りに山上まで層での道普請を行なっている。地元の小学校や中学校の校歌には、この山名を取り入れているところがある。北側には此代集落（このしろ、京丹後市丹後町此代）や乗原集落（のんばら、京丹後市丹後町此代乗原）がある。日本海沖や丹後半島の北岸からは航空母艦のような形態をなして観察され、ランドマークとして親しまれている。

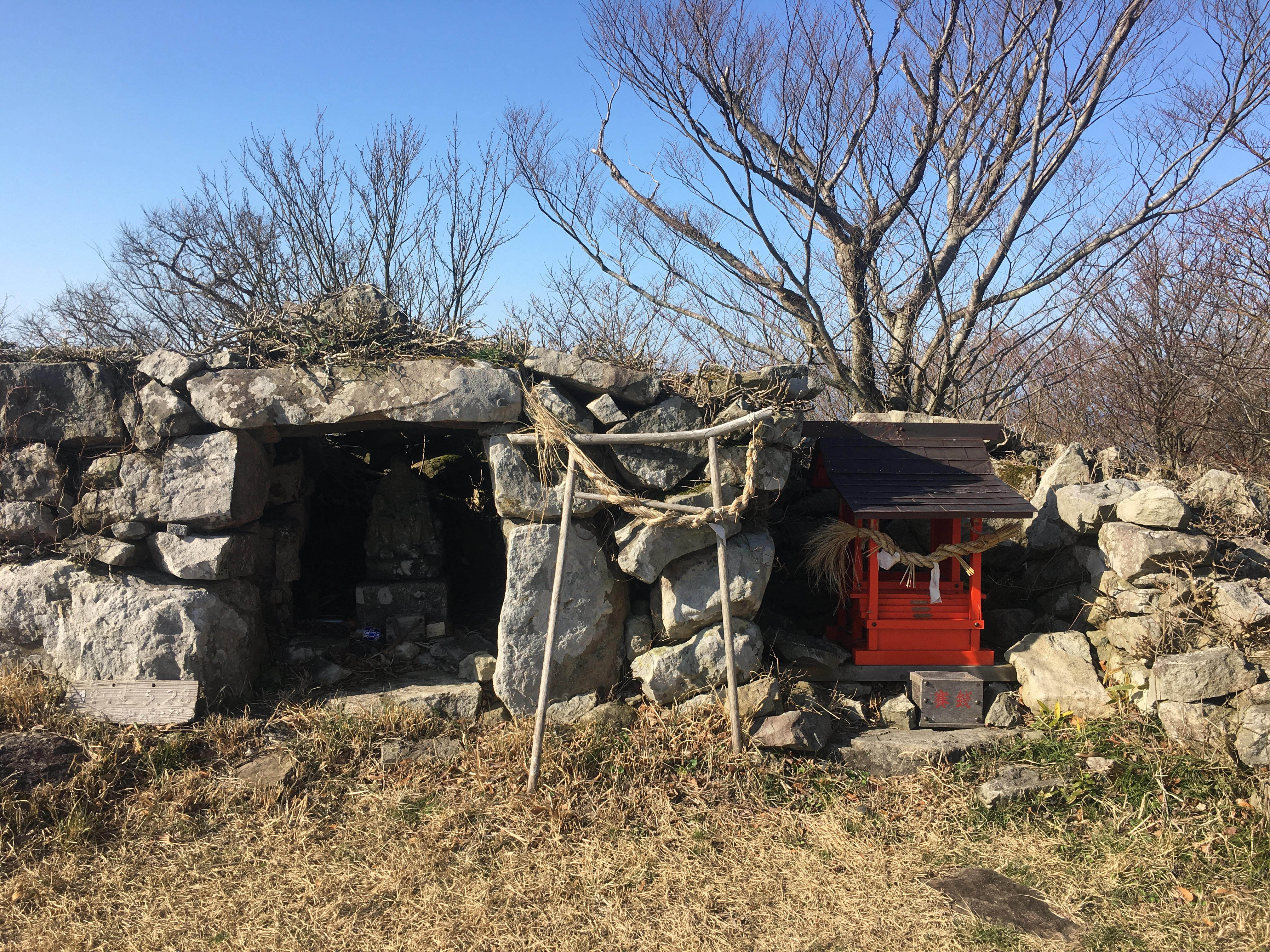
頂上の祠 2020年3月

## 交通・登路
最寄駅は京都丹後鉄道宮豊線峰山駅ではあるが、公共交通機関でのアクセスはよくない。峰山駅から丹後海陸交通バスで約35分ほどの場所にある丹後町清水が一般的な出発地点である。竹野川流域の清水から北東の矢畑を通り、約30分で登山口に着く。
依遅ヶ尾山には大きな谷や尾根がないため、円錐形をした茅葺きの建物を過ぎると、登山道はジグザグと曲がりくねる。頂上までの距離を記した案内板が数多く設置されており、登山道の中程には欅のマルタのベンチが設置されている。崩壊した鳥居の場所には「あと500メートル」の標識がある。登山口から40分ほどで山頂に至る。
山頂からの眺望がよく、東には権現山、太鼓山風力発電所のプロペラがある太鼓山、南には金剛童子山、丹後半島最高峰の高山、大江山、磯砂山、西には間人の集落や琴引浜が見える。山頂近くには二等三角点がある。